# Жак Піккар

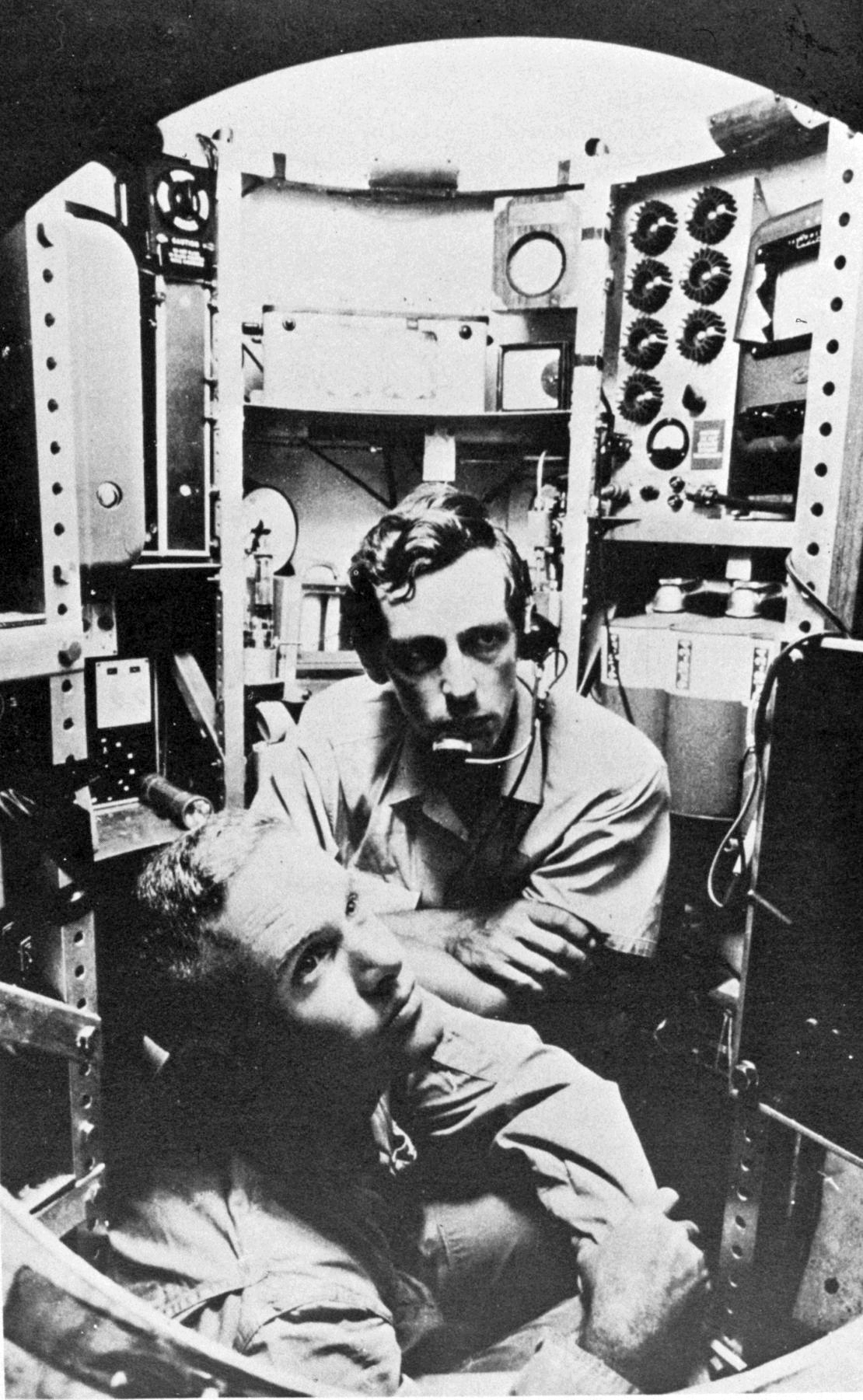
Жак Піккар (в центрі) та Дон Волш (ліворуч)

Жак Піккар (фр. Jacques Piccard; 28 липня 1922, Брюссель, Бельгія — 1 листопада 2008, Швейцарія) — швейцарський океанолог, один із перших, хто побував на дні Маріанської западини.

## Життєпис
Жак Піккар народився в Брюсселі в сім'ї фізика і винахідника Огюста Піккара. Разом з батьком брав участь у будівництві й випробуваннях батискафа «Трієст». Назву апарат отримав на честь міста Трієст, Італія, в якому було виконано основні роботи зі створення апарата. «Трієст» було спущено на воду в серпні 1953 року і він зробив кілька занурень у Середземному морі з 1953 до 1957 року. Основним пілотом став Жак Піккар, а в перших зануреннях також брав участь його батько, якому на той час виповнилося 69 років. В одному з занурень апарат досяг рекордної на той час глибини 3150 м.
1958 року «Трієст» було куплено ВМФ США, оскільки на той час Сполучені Штати стали виявляти зацікавленість у дослідженні океанських глибин, але не мали в своєму розпорядженні подібних апаратів. Після купівлі конструкцію батискафа було доопрацьовано — на заводі Круппа в місті Ессен, Німеччина було виготовлено міцнішу і довговічнішу гондолу. Нова гондола виявилася дещо важчою, і місткість поплавця теж довелося збільшити. Жак Піккар залишався основним пілотом і техніком апарату протягом 1958—1960 років, оскільки мав на той час значний досвід занурень.
Нова гондола дозволяла «Трієсту» опускатися на будь-які відомі глибини, не піддаючи небезпеці екіпаж. Тому місцем наступних занурень було обрано Маріанську западину, в якій розташовано найглибшу точка Світового океану. Ця серія занурень отримала офіційну кодову назву «Проєкт Нектон».

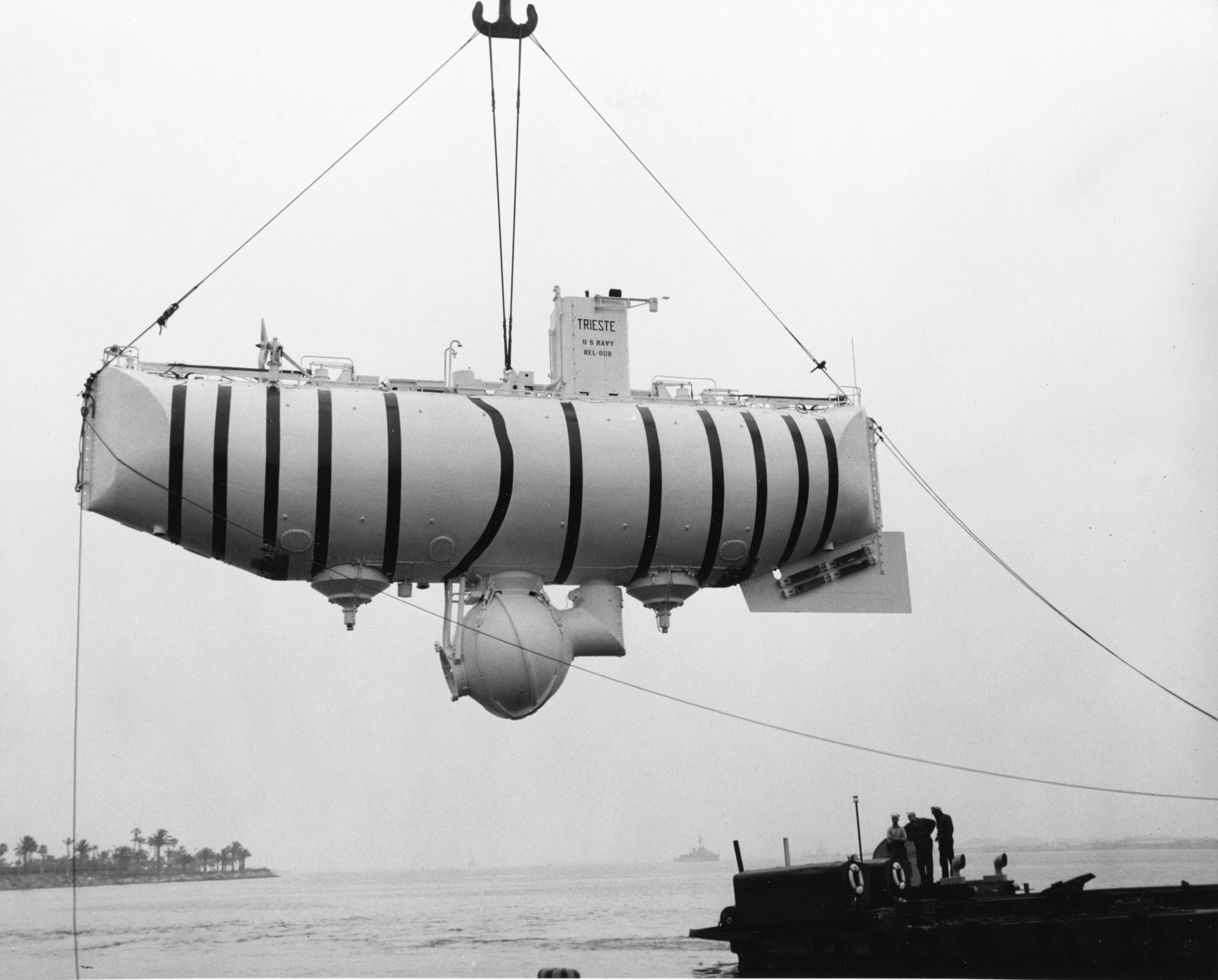
Батискаф «Трієст»

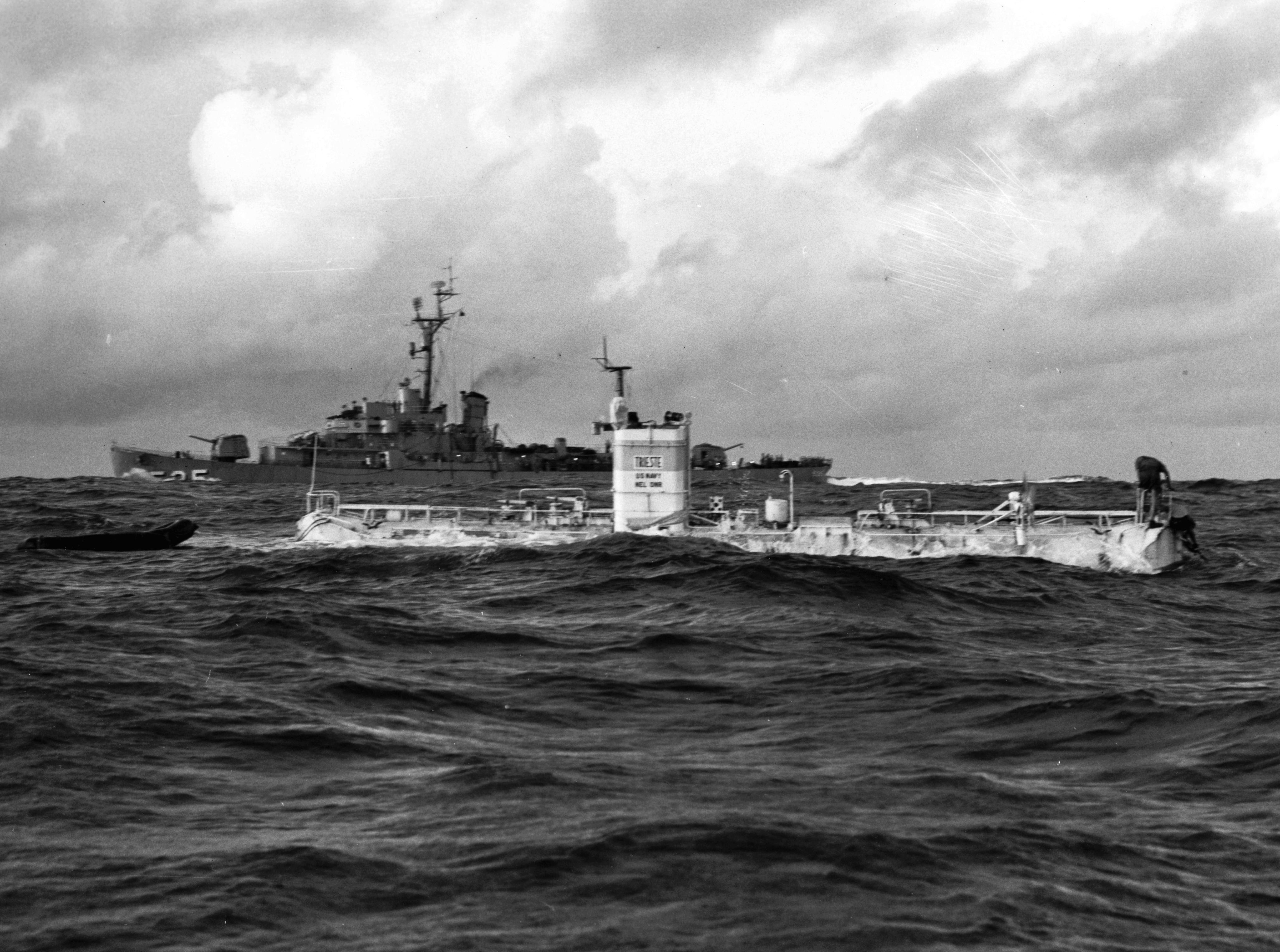
Батискаф «Трієст» перед зануренням, 23 січня 1960 року

Під час реалізації проєкту 23 січня 1960 року Жак Піккар і лейтенант ВМФ США Дон Волш здійснили занурення на глибину 11 022 м, що є абсолютним рекордом глибини як для пілотованих, так і для безпілотних апаратів. Занурення тривало близько 5 годин, підйом — близько 3 годин, час перебування на дні становив 12 хвилин. Одним з найважливіших наукових результатів занурення стало виявлення високоорганізованого життя на таких глибинах.
Під час цієї надзвичайної експедиції було спростовано одну з гіпотез — про неперемішування шарів води на великих глибинах. З батискафа на граничній глибині спостерігали двох риб. Це свідчило про існування вертикальних підводних течій: адже для живих істот необхідний кисень, що приносить течія з поверхні. Цей висновок застеріг учених від ідеї використання океанських глибин для поховання відходів атомної промисловості.
Коли батискаф «Трієст» опускався на дно найглибшої западини в Світовому океані, він тричі зупинявся, начебто зустрічаючи якусь невидиму перепону. Перепоною на шляху вважають різке збільшення щільності води. В океані з глибиною, як правило, знижується температура і підвищується солоність води, внаслідок чого збільшується її густина. На деяких глибинах ці зміни відбуваються стрибкоподібно. Шар, в якому відбувається різка зміна температури і щільності води, так і називається «Шаром стрибка». Таких шарів в океані зазвичай буває один або два. Занурення «Трієста» виявило третій.
Пізніше Піккар написав книгу «Глибина 11 тисяч метрів», в якій описав події від створення батискафа до його занурення у Маріанській западині.
1964 року в Женевському озері запрацював мезоскаф «Огюст Піккар», обладнаний 40 посадочними місцями з ілюмінаторами.
1969 року Жак Піккар брав участь у місії Grumman/Piccard PX-15 — підводній подорожі течією Гольфстрім у складі екіпажу з шести осіб на сконструйованому ним автономному підводному апараті «Бен Франклін». Ця подорож від берегів Флориди до Нової Шотландії тривала 30 днів.
Син Жака Піккара Бертран — відомий повітроплавець, він першим здійснив безпосадочну навколосвітню подорож на аеростаті.